# 五線笛鯛
五線笛鯛，俗名赤筆仔，為輻鰭魚綱鱸形目鱸亞目笛鯛科的其中一個種。

## 分布
本魚分布於印度西太平洋區，包括模里西斯、塞席爾群島、馬爾地夫、阿曼灣、斯里蘭卡、印度、安達曼海、泰國、緬甸、馬來西亞、菲律賓、印尼、琉球群島、中国大陆沿海和台灣、馬里亞納群島、馬紹爾群島、諾魯、帛琉、密克羅尼西亞、新喀里多尼亞、澳洲、斐濟群島等海域。该物种的模式产地在日本。

## 深度
水深1至100公尺。

## 特徵
本魚體承金黃色，以頭部及背部顏色較深，其特徵乃體側有5條由頭部延伸向尾端的藍色細縱帶；眼下亦上有一縱帶但並不延伸到體側。各鰭亦皆呈金黃色，尾鰭稍入。背鰭硬棘10枚，軟條13至15枚；臀鰭硬棘3枚，軟條8枚。側線鱗片47至49枚。體長可達38公分。

## 生態
本魚棲息在沿岸岩礁區，常一大群在礁區附近游走。屬肉食性，以甲殼類、魚類等為食。

## 經濟利用
美味的食用魚，可用燒烤或煮湯食用。另外體色鮮艷，可做為觀賞魚。